# 鎖複体
数学において、鎖複体（さふくたい）あるいはチェイン複体 (英: chain complex) と双対鎖複体あるいは余鎖複体、コチェイン複体 (英: cochain complex) は、元来は代数トポロジーの分野で使われていた。（余）鎖複体は、位相空間の様々な次元の（コ）サイクルと（コ）バウンダリの間の関係を表す代数的な手段である。より一般的に、ホモロジー代数では、空間との関係を立ち去った抽象的な鎖複体の研究がされる。ホモロジー代数としての研究では、（余）鎖複体を公理的に代数的構造として扱う。
（余）鎖複体の応用は、通常、ホモロジー群（余鎖複体ではコホモロジー群）を定義し適用する。より抽象的な設定では、様々な同値関係（たとえば、チェインホモトピーのアイデアで始まるもの）が複体へ適用される。鎖複体は、アーベル圏で定義することも容易にできる。

## 定義
鎖複体 {\displaystyle (A_{\bullet },d_{\bullet })} は、アーベル群、あるいは加群の列 ..., A2, A1, A0, A−1, A−2, ... であり、準同型（境界作用素 (boundary operator) あるいは微分 (differential) と呼ばれる) dn: An → An−1 で結ばれ、任意の2つの引き続いた境界作用素の合成は、すべての n について 0 となる (dn ∘ dn+1 = 0) ような作用素である。鎖複体は、普通は次のように書かれる。
{\displaystyle \cdots \to A_{n+1}{\xrightarrow {d_{n+1}}}A_{n}{\xrightarrow {d_{n}}}A_{n-1}{\xrightarrow {d_{n-1}}}A_{n-2}\to \cdots {\xrightarrow {d_{2}}}A_{1}{\xrightarrow {d_{1}}}A_{0}{\xrightarrow {d_{0}}}A_{-1}{\xrightarrow {d_{-1}}}A_{-2}{\xrightarrow {d_{-2}}}\cdots }
鎖複体の概念を少し変えたものが、双対鎖複体 (cochain complex) の概念である。双対鎖複体 {\displaystyle (A^{\bullet },d^{\bullet })} はアーベル群、もしくは加群の列 ..., A−2, A−1, A0, A1, A2, ... であり、準同型 {\displaystyle d^{n}\colon A^{n}\to A^{n+1}} により結ばれ、2つの連続する写像は、すべての n についてゼロ写像 : {\displaystyle d^{n+1}d^{n}=0} である。
{\displaystyle \cdots \to A^{-2}{\xrightarrow {d^{-2}}}A^{-1}{\xrightarrow {d^{-1}}}A^{0}{\xrightarrow {d^{0}}}A^{1}{\xrightarrow {d^{1}}}A^{2}\to \cdots \to A^{n-1}{\xrightarrow {d^{n-1}}}A^{n}{\xrightarrow {d^{n}}}A^{n+1}\to \cdots .}
各々の {\displaystyle A_{n}} あるいは、{\displaystyle A^{n}} の添え字 {\displaystyle n} は、次数 (degree)、あるいは次元と呼ばれる。鎖複体と双対鎖複体の定義の唯一の違いは、鎖複体の場合は、境界作用素が次数を下げることに対し、双対複体の境界作用素は次数を上げることである。つまり、片側にのみ無限に続く複体でなければ、鎖複体と余鎖複体は、形式的には全く同じものである。
ほとんどすべての Ai が 0 である、つまり、有限個を除き、左右に 0 になり延長されている場合を有界鎖複体 (bounded chain complex) という。例として、（有限）単体複体のホモロジー論を定義する複体がある。鎖複体は、ある固定した次数 N より上ですべて 0 であれば上に有界 (bounded above) といい、ある固定した次数より小さいときにすべて 0 となる場合を下に有界 (bounded below) という。明らかに、上にも下にも有界であることと、複体が有界であることとは同値である。
インデックスを省いて、d についての基本的関係は、
{\displaystyle dd=0}
と考えることができる。鎖複体の個別の群の元を、チェイン (chain)、鎖（コチェイン複体では コチェイン (cochain)）と呼ぶ。鎖複体の場合の d の像をバウンダリ (boundary)、境界輪体、双対鎖複体の場合はコバウンダリ (coboundary)、余境界輪体と呼び、その全体は群をなす。鎖複体の場合 d の核（つまり、d により 0 へ写される元のなす部分群）の元は、サイクル (cycle) 、輪体、双対鎖複体の場合はコサイクル (cocycle)、余輪体と呼ばれる。基本的な関係から、（コ）バウンダリーは（コ）サイクルである。この現象は、（コ）ホモロジーを使い系統的に研究されている。

### チェイン写像とテンソル積
チェイン写像（鎖写像）と呼ばれる、鎖複体の間の自然な射の概念がある。2つの複体 M* と N* が与えられると、2つの複体の間のチェイン写像は、Mi から Ni への準同型の列であって、M と N のバウンダリ写像に関する図式全体が可換となるものである。チェイン複体とチェイン写像は圏をなす。
V = V* と W = W* を鎖複体とすると、それらのテンソル積 {\displaystyle V\otimes W} は、次数 i の元たちが
{\displaystyle (V\otimes W)_{i}=\bigoplus _{\{j,k|j+k=i\}}V_{j}\otimes W_{k}}
で与えられ、微分が
{\displaystyle \partial (a\otimes b)=\partial a\otimes b+(-1)^{|a|}a\otimes \partial b}
で与えられる鎖複体である。ここに、a と b はそれぞれ V と W の任意の斉次ベクトルであり、{\displaystyle |a|} は a の次数を表す。
このテンソル積により、（任意の可換環 K に対し）K-加群の鎖複体の圏 {\displaystyle {\text{Ch}}_{K}} は対称モノイダル圏となる。このモノイダル積についての単位対象は、次数 0 の鎖複体と見た基礎環 K である。ブレイディングは、斉次元の単純なテンソル上
{\displaystyle a\otimes b\mapsto (-1)^{|a||b|}b\otimes a}
により与えられる。符号はブレイディングがチェイン写像となるために必要である。さらに、K-加群の鎖複体の圏は、内部Homも持つ。鎖複体 V と W が与えられると、V と W の内部Hom, hom(V,W) は、次数 n の元が {\displaystyle \Pi _{i}\operatorname {Hom} _{K}(V_{i},W_{i+n})} により与えられ、微分が
{\displaystyle (\partial f)(v)=\partial (f(v))-(-1)^{|f|}f(\partial (v))}
により与えられる鎖複体である。すると、自然な同型
{\displaystyle {\text{Hom}}(A\otimes B,C)\cong {\text{Hom}}(A,{\text{Hom}}(B,C))}
がある。

## 例

### 特異ホモロジー
位相空間 X が与えられたとする。
自然数 n に対し、Cn(X) を X の特異 n-単体により形式的に生成される自由アーベル群とし、バウンダリ写像を次で定義する：
{\displaystyle \partial _{n}\colon C_{n}(X)\to C_{n-1}(X):\,(\sigma :[v_{0},\ldots ,v_{n}]\to X)\mapsto (\partial _{n}\sigma =\sum _{i=0}^{n}(-1)^{i}\sigma ([v_{0},\ldots ,{\hat {v}}_{i},\ldots ,v_{n}]).}
ここに、記号ハット（"^"）はその頂点を省くことを表す。すなわち、特異単体の境界は、その面への制限の交代和である。∂2 = 0 を示すことができるので、{\displaystyle (C_{\bullet },\partial _{\bullet })} は鎖複体である。特異ホモロジー {\displaystyle H_{\bullet }(X)} はこの複体のホモロジーである。つまり、
{\displaystyle H_{n}(X)=\ker \partial _{n}/\operatorname {im} \partial _{n+1}}
である。

### ド・ラームコホモロジー
滑らかな多様体上の k 次微分形式全体 Ωk(M) は、加法の下でアーベル群をなす（実は R-ベクトル空間である）。
外微分 dk は、Ωk(M) を Ωk+1(M) へ写像し、d∘d = 0 であることが本質的に二次微分の対称性から従う。よって、k 次微分形式のなすベクトル空間たちに外微分を考えたものは双対鎖複体である：
{\displaystyle 0\to \Omega ^{0}(M)\ {\stackrel {d^{0}}{\to }}\ \Omega ^{1}(M){\stackrel {d^{1}}{\to }}\ \Omega ^{2}(M){\stackrel {d^{2}}{\to }}\ \Omega ^{3}(M)\to \cdots .}
この複体のコホモロジーが、ド・ラームコホモロジーである：
{\displaystyle H_{\mathrm {dR} }^{0}(M)=\ker d^{0}=} { M 上の実数値局所定数関数 } {\displaystyle \cong \mathbb {R} }#{M の連結成分},
{\displaystyle H_{\mathrm {dR} }^{k}(M)=\ker d^{k}/\operatorname {im} d^{k-1}.}

## チェイン写像
2つの鎖複体 {\displaystyle (A_{\bullet },d_{A,\bullet })} と {\displaystyle (B_{\bullet },d_{B,\bullet })} の間のチェイン写像は、各 n に対する加群準同型 {\displaystyle f_{n}\colon A_{n}\rightarrow B_{n}} の列 {\displaystyle f_{\bullet }} であって、2つのチェイン複体上のバウンダリ作用素と可換なもの {\displaystyle d_{B,n}\circ f_{n}=f_{n-1}\circ d_{A,n}} である。そのような写像は、サイクルをサイクルに、バウンダリをバウンダリへ写すので、ホモロジーの射 {\displaystyle (f_{\bullet })_{*}\colon H_{\bullet }(A_{\bullet },d_{A,\bullet })\rightarrow H_{\bullet }(B_{\bullet },d_{B,\bullet })} が誘導される。
位相空間の間の連続写像は、上記の特異複体とド・ラーム複体の双方に対して（そして一般に、位相空間の任意のホモロジー論を定義する鎖複体に対して）チェイン写像を引き起こし、従って、連続写像はホモロジー上の写像を引き起こす。写像の合成によって引き起こされた写像は、引き起こされた写像の合成であるので、これらのホモロジー論は位相空間と連続写像の圏からアーベル群と群準同型の圏への函手である。
チェイン写像の概念は、チェイン写像の錐の構成を通してバウンダリの概念に帰着することは注目に値する。

## チェインホモトピー
チェインホモトピーはチェイン写像の間の重要な同値関係をもたらす。チェインホモトピックなチェイン写像は、ホモロジー群上の同じ写像を引き起こす。特別な場合として、2つの空間 X と Y の間のホモトピックな写像は X のホモロジーから Y のホモロジーへの同一の写像をもたらす。チェインホモトピーは幾何学的な解釈があり、たとえば、ボット (Bott) とトゥ (Tu) の本に記載がある。さらなる情報は、チェイン複体のホモトピー圏を参照。